# Nuno Severiano Teixeira

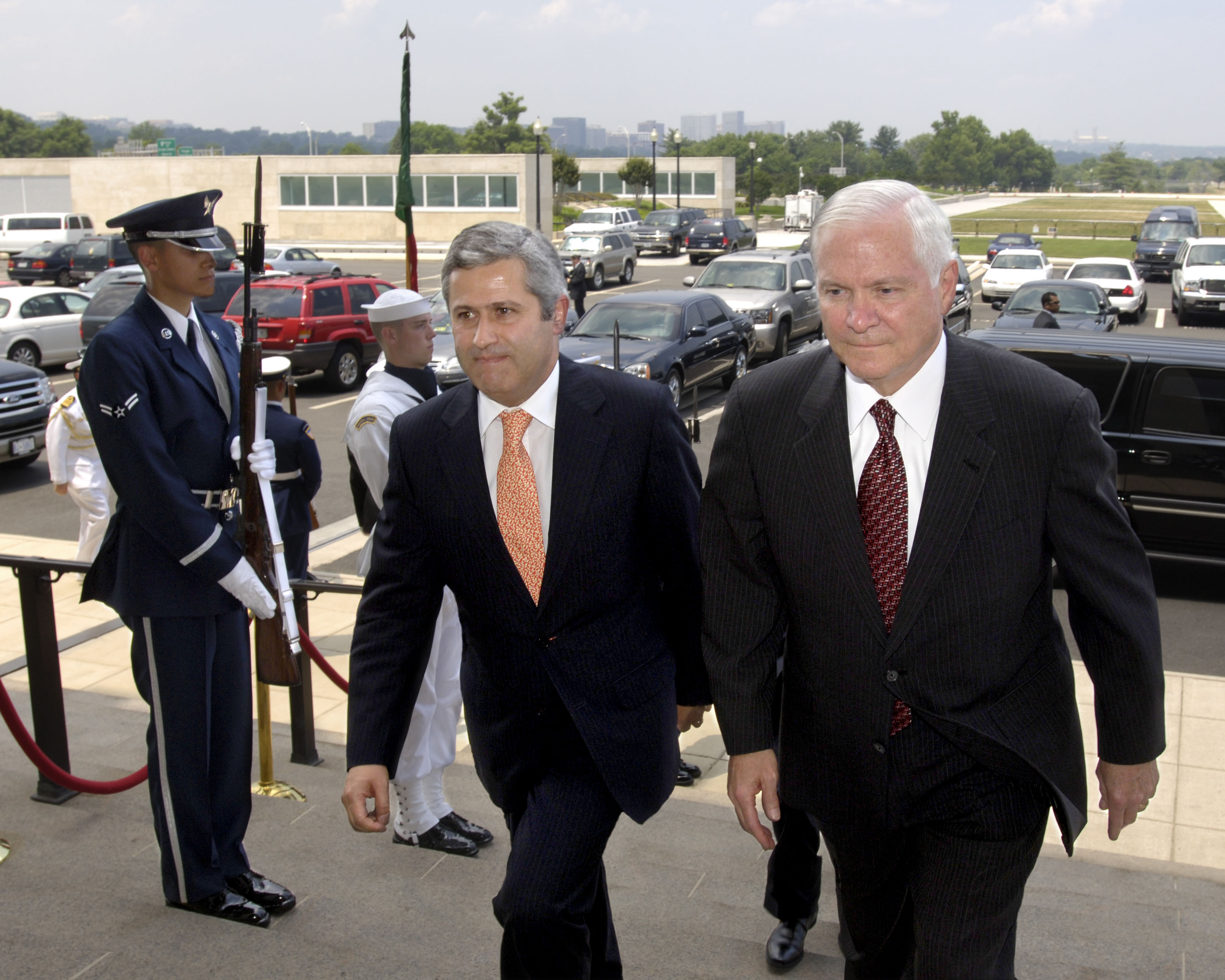
Nuno Severiano Teixeira (links) mit US-Verteidigungsminister Robert Gates, 8. Juni 2007

Nuno Severiano Teixeira (* 5. November 1957 in Bissau, Guinea-Bissau) ist ein portugiesischer Historiker und Politiker. Von 2000 bis 2002 war er als Vertreter der Sozialistischen Partei Innenminister, von 2006 bis 2009 Verteidigungsminister Portugals.

## Leben
Nuno Severiano Teixeira wurde in der damaligen portugiesischen Kolonie Guinea-Bissau geboren. 1981 schloss er sein Geschichtsstudium an der geisteswissenschaftlichen Fakultät der Universität Lissabon mit der Lizenziatur (Licenciatura) ab. Von 1989 bis 1992 forschte er am Europäischen Hochschulinstitut in Florenz (Italien), wo er auch 1994 im Bereich Geschichte der Internationalen Beziehungen promoviert wurde. Von 1996 bis 2000 war er Direktor des Instituts für Nationale Verteidigung. 2000 hatte er eine Gastprofessur am Government Department der Georgetown University, 2003 arbeitete er als Gastwissenschaftler am Zentrum für Europäische Studien an der University of California in Berkeley. 2005 habilitierte er sich an der Fakultät für Sozial- und Humanwissenschaften der Neuen Universität Lissabons. Aktuell ist er Pro-Rektor für strategische Planung der Neuen Universität Lissabons und Professor für Politikwissenschaften und Internationale Beziehungen sowie Direktor des Portugiesischen Instituts für Internationale Beziehungen an der gleichen Einrichtung.
Neben seiner akademischen Karriere diente Severiano Teixeira auch als Politiker. Im zweiten Kabinett des Sozialisten António Guterres leitete er das Innenministerium. Im ersten Kabinett des Premierministers José Sócrates war er seit der Kabinettsumbildung vom 3. Juli 2006 bis zum Ende der Amtszeit am 26. Oktober 2009 Verteidigungsminister.

## Werke (Auswahl)
- O Ultimatum Inglês. Política Externa e Política Interna no Portugal de 1890 (Das Englische Ultimatum. Außen- und Innenpolitik im Portugal von 1890; Lissabon 1990)
- O Poder e a Guerra. Objectivos nacionais e estratégias políticas na entrada de Portugal na Grande Guerra 1914-1918 (Die Macht und der Krieg. Nationale Ziele und politische Strategien beim Eintritt Portugals in den Großen Krieg 1914–1918; Lissabon 1996)
- Portugal e a Guerra - História das intervenções militares portuguesas nos grandes conflitos mundiais do século XX (Portugal und der Krieg – Geschichte der militärischen Interventionen Portugals in den großen, weltweiten Konflikten des 20. Jahrhunderts; Lissabon 1999)
- A Primeira República Portuguesa. Entre o Liberalismo e o Autoritarismo (Die Erste Portugiesische Republik. Zwischen Liberalismus und Autoritarismus; Lissabon 2000)
- Southern Europe and the Making of the European Union (Südeuropa und die Entstehung der Europäischen Union; in Zusammenarbeit mit António Costa Pinto; New York 2002)